# Echiochilon fruticosum
Echiochilon fruticosum är en strävbladig växtart som beskrevs av René Louiche Desfontaines. Echiochilon fruticosum ingår i släktet Echiochilon och familjen strävbladiga växter. Inga underarter finns listade i Catalogue of Life.